# Hindmarsh Island
Hindmarsh Island är en ö i Australien. Den ligger i delstaten South Australia, omkring 70 kilometer söder om delstatshuvudstaden Adelaide. Arean är 51 kvadratkilometer. Den sträcker sig 6,8 kilometer i nord-sydlig riktning, och 14,7 kilometer i öst-västlig riktning.
Trakten runt Hindmarsh Island består till största delen av jordbruksmark. Runt Hindmarsh Island är det glesbefolkat, med 8 invånare per kvadratkilometer. Genomsnittlig årsnederbörd är 766 millimeter. Den regnigaste månaden är juni, med i genomsnitt 142 mm nederbörd, och den torraste är december, med 22 mm nederbörd.